# 2025年のテレビ特別番組一覧
- 2025年のテレビ (日本) > 2025年のテレビ特別番組一覧
- 2025年のテレビ番組一覧 (日本) > 2025年のテレビ特別番組一覧

2025年のテレビ特別番組一覧（2025ねんのテレビとくべつばんぐみいちらん）では、2025年に日本国内で放送される予定のテレビの特別番組をまとめる。

## 単発特番

### 1月放送
- 2日
  - アノ人、消しときました...（1日深夜、テレビ東京）
  - バカリズムのバカ動画（1日深夜、フジテレビ）[1]
  - ワタシだけの革命史 菅田将暉（NHK総合）[2]
  - 新春 上沼×サンドの出すぎた杭は打たれない（読売テレビ）[3]
  - タイムマシンボタン押します!（日本テレビ）
  - 新春プラモ放談2025〜新年明けましてプラモデル〜（テレビ東京）[4]
  - 日本一こそ世界一!世界ラーメンNo.1決定戦（テレビ東京）[5]
  - アルコ&ピースのと〜ほくマッチョ温泉（ANN東北ブロック6局）[6]
- 3日
  - タモリと鶴瓶の新春!初しゃべり会（NHK総合）[7][8]
  - 未来のタネ（テレビ東京）
- 4日
  - マツコ、リアルする（日本テレビ）[9]
  - 世界のママVS日本のパパ ワールドメオトーク（フジテレビ）[1]
  - 民放NHK全局一斉調査!テレビ紹介されたランキング（フジテレビ）[1]
- 5日
  - 83歳の欽ちゃん!最後の新番組 あの場所に1000人で集まろうか?（日本テレビ）[10]
  - 憲武・ヒロミの新春オールスター誰がイチバン上手いんだ?最強ゴルフトーナメント（フジテレビ）[1][11]
- 8日 - 東京音楽虎（テレビ東京）
- 10日 - はじめまして BS10です!開局記念 4時間生放送スペシャル!（BS10）[注 1][12]
- 13日 - 私たちは海の90%を知らない〜深海のナゾに迫る!〜（テレビ東京）
- 16日 - 歌ウマ女王日韓決戦（フジテレビ）[13]
- 17日 - 世界のドッキリを日本の芸能人に仕掛けてみた!ドッキリワールドカップ（TBS）[14]
- 18日
  - 名曲考察教室（NHK総合）[15]
  - 大群の1人になってみた（TBS）[注 2]
  - 狩野英孝の栄光マン参上!（テレビ東京）
  - 発見!イチ番古い店（フジテレビ）
  - ひょうろく旅48h（BSテレ東・BSテレ東 4K）[16]
- 19日
  - TENTIAL Presents 卓球 平野美宇 ただ、強くなりたくて。（テレビ東京）[17]
  - 豪華客船・巨大造船「港のお仕事」ウラ技スゴ技全部見せてください!（テレビ東京）[注 3][18]
- 25日
  - 太田石井の多すぎニッポンGP（CBCテレビ）[19][20]
  - いざ世界!サムライ見聞録（TBS）[注 2][21]
  - JAあいち海部presents 出張!こうふくキッチン（東海テレビ）[22]
- 26日
  - 今年食べたいラーメンはコレだ最強ラーメン2025（テレビ大阪）[23]
  - クイズ!無理難題（フジテレビ）
  - 青森オモテウラグルメ〜おいしくてごめんね!ごめんね!〜（青森テレビ / JNN東北ブロック）[24]
- 29日 - パフォーマンス別頂上決戦 俺の右に出るものはいない（TBS）

### 2月放送
- 1日
  - 鉄板コロシアム 第一回フリースタイルOKO選手権（広島テレビ）[25]
  - 地球まるごとランキング あの日本一は世界何位?（TBS）[注 2][26]
  - ビッグオセロ（フジテレビ）[注 4][27]
- 2日
  - 世界!ターニングルメ〜ワケあり人生の勝負メシ〜（毎日放送）[28][29]
  - 黒田の地産地笑!バッタリふれ愛グルメ旅（読売テレビ）[30]
- 5日 - 歌人 美智子さま こころの旅路（NHK総合）
- 8日 - 未来を照らす100のアイデア ひらめきキングダム（テレビ朝日）
- 9日 - 明治安田presents KAZUと未来へ超えよう!〜サッカーがつなぐ軌跡〜（テレビ東京）
- 11日
  - Qが如く（テレビ東京）
  - 一攫千金!イヌゲー Forest of Dogs（テレビ東京）
- 15日
  - カフカの大変身（TBS）[注 2]
  - 100歳でピンピンピン!〜名医が教える世代別健康法〜（フジテレビ）
  - 見取り図の自撮り図〜名古屋駅編〜（テレビ愛知）[31]
- 16日
  - 胸キュンタイムスリップ（日本テレビ）[注 5]
  - 昭和レトロ食堂に泊まる。（テレビ東京）[注 3][32]
- 17日 - 昭和vs令和!「世代を超えて愛される最強ヒット曲100連発」3時間半SP（テレビ東京）
- 18日 - 緊急特別番組 ありがとう西田敏行さん 〜不世出の名優 安らかに…〜（テレビ朝日）[33]
- 21日 - 家族で戦え! クイズ!ジェネレーション万博（NHK大阪放送局 / NHK総合（関西広域圏ローカル））
- 22日
  - 家賃1万円以下の家（福島中央テレビ）[34][35]
  - 海と灯台 未来への輝き（テレビ愛知）[36]
  - ねこにずむ 〜猫を愛するすべてのみなさまへ〜（BSテレ東・BSテレ東 4K）[注 6]
  - 今夜決定!かわいいニャングランプリ（BSテレ東・BSテレ東 4K）[注 6]
- 23日
  - WHY?ニッポンハネムーン（日本テレビ）[注 5]
  - 世界でコンニチワ!海を渡ったNIPPONプライド（読売テレビ）[37][38]
- 27日 - テレビ東京開局60周年特別企画 テレ東が世界を驚かせた瞬間 60年分のガチ映像&“手先が器用”頂上決戦（テレビ東京）[39]
- 28日
  - さよなら帝国劇場 最後の1日 THE ミュージカルデイ（日本テレビ）[40]
  - タカトシ披露宴（北海道文化放送）[注 7][41]

### 3月放送
- 1日
  - 空前メテオのキャット!（2月28日深夜、読売テレビ）[44]
  - ワールド美っくりグルメトラック（フジテレビ）
  - 川島明の潜入!レッドカード（フジテレビ）
  - おしのび家族参観〜DAIGOとゆうちゃみが家族愛にほっこり〜（毎日放送）[45]
  - 見取り図のゲリラアート大作戦 〜KANSAIにアートの波がやってきた〜（読売テレビ）[46]
- 2日
  - 超速!変身カウントダウン（日本テレビ）[注 5][47]
  - 松岡修造のみんながん晴れ 未来を晴れやかにする人を発掘!（テレビ朝日）
  - 独占密着!51歳イチロー99.7%の奇跡〜不完全からの再出発〜（TBS）
- 3日 - シャンプー×野爆の30周年! おもいでぶらぶら エモいやんテレビ（2日深夜、関西テレビ）[48]
- 7日 - 教えて!おメガネグルメ（ミヤギテレビ）[49]
- 8日
  - 伊沢&伊集院のメジャーリーグ開幕直前!プレシーズンマッチ（日本テレビ）
  - 安村やす子のローカル線 金のサイコロ銀のサイコロすごろく旅（テレビ東京）[注 8]
  - ブラマヨ吉田・チュート徳井のありがとう生前葬（読売テレビ）[50][51]
  - 地元プレゼンコロッセオ 熊本×山口 県闘士（山口朝日放送・熊本朝日放送）
- 9日
  - 石川青春バラエティー サンドウィッチマンの幸せSHOWタイム!!（テレビ金沢）
  - コロッケが巡る!?芸能人モノマネツアーin熊本（テレビ熊本）
- 10日 - 転身爛漫!あのスターのマエとアト（TBS）[52]
- 12日 - OBSテレビ放送開始65年特別番組 未来へつなぐ おおいたランキング（大分放送）[53]
- 13日 - 万博一か月前!生放送スペシャル（NHK大阪放送局 / NHK総合（関西広域圏ローカル））[54]
- 15日
  - ドーナツ・ピーナツの人生は漫才だ〜マイク1本べしゃり道〜（14日深夜、毎日放送）[55]
  - ネイチャー トラベラー 〜地球再生をめぐる旅〜（テレビ東京）
  - 2025年度! 東海3県 コレがくるぞ!（中京テレビ）
  - ぼる塾の東北どローカルスーパー（東北放送 / JNN東北ブロック）[56]
- 16日 - 飛び出せ!ユリイカ〜天才が大発見!生活の新ワザ〜（TBS）[57]
- 17日 - あす開幕!大谷翔平 二刀流復活イヤー徹底解剖SP（日本テレビ）[58]
- 18日
  - 脚本家X（17日深夜、日本テレビ）[59]
  - YOASOBI 世界を駆ける（NHK総合）[60]
- 19日
  - 放送100年特番 あなたの思い出、探します（NHK総合）
  - アニソン大百科（TBS）[61]
- 21日 - サザンオールスターズ スペシャル 〜テレビからの贈り物〜（NHK総合）[62]
- 22日
  - 今日で放送100年!“新ジャポニズム”体感生中継（NHK総合）
  - 放送100年 時代を超えて 3世代が選ぶあの番組（NHK総合）[63]
  - 放送100年特集 食べることは生きること「きょうの料理」誕生秘話（NHK Eテレ）
  - ジャッジ12（フジテレビ）
  - ダルマさんが転んだ（フジテレビ）
  - ミルクボーイ×見取り図 ありつけ!（関西テレビ）[64]
  - チャンとはさもう!パンの友（RSK山陽放送 / JNN中四国ブロック）[65]
- 23日
  - ザコシ乱入（22日深夜、CBCテレビ）[66]
  - メディアが私たちをつくってきた!?（NHK総合）
  - 秘密の教室（日本テレビ）
  - 危機一髪!衝撃映像SP（フジテレビ）
  - 国民的マジックの祭典 世界が認めた日本人マジシャンNo.1決定戦SP（フジテレビ・東海テレビ）[67]
  - それ、100年前から行列でした!〜その起源、明治にあり!〜（中京テレビ）[68][69]
  - タイトル未定の撮れ高未定（北海道放送）[70]
- 25日 - スーツケースが閉まらない!（TBS）[71]
- 27日 - 6世代で協力!ロクジェネクイズ（読売テレビ）[注 9][72][73]
- 28日
  - SONG vs DANCE（テレビ朝日）[74]
  - お掃除で日本を学ぶ Travis Japanの蔵ピカ（フジテレビ）
- 29日
  - ザキヤマがウチのご飯を食べにくる〜（NHK総合）
  - 中山ホランの駅近セブンMAP（フジテレビ）[75]
  - 大阪を歩いて学ぶ!村上信五の地理の時間（テレビ大阪）[76]
- 30日
  - 林修・若林の国民の疑問〜今なんでこーなった?〜（日本テレビ）[注 5][77]
  - 高田&遼河のテキトー万博宣伝大使が行く!（中京テレビ）
  - マヂカルラブリー村上の本気でカルチャーをラブしてリスペクトする会（BSよしもと）[78]

### 4月放送
- 1日 - 昭和平成の名場面45連発!あの人ビフォーアフター（フジテレビ）[79]
- 11日 - ドラマでクイズ!THEキリヌキ（TBS）[80]
- 12日
  - 生中継!開幕前夜ココが知りたい!大阪・関西万博（NHK総合）
  - カネレーザー（テレビ朝日）[81]
  - 民放5局 同時生放送!EXPO2025 大阪・関西万博 開幕前日SP（毎日放送・朝日放送テレビ・関西テレビ・読売テレビ・テレビ大阪）[82]
  - 開店ガラガラ!大阪・関西万博 会場でここ掘れウワオウワオSP!（テレビ大阪）
  - バンテリンレディス開幕直前!上田桃子vsカジサック スペシャルマッチin熊本（熊本県民テレビ）
- 13日
  - バカリ山里の操縦AWARD〜人気芸能人 動かしてみた〜（日本テレビ）[注 5]
  - GW目前…グルメと絶景!春の旅で超役立つ高速道路100の“ジョーシキ”SP（テレビ東京）[注 3]
- 15日 - 日本一スゴい人!衝撃映像GP（フジテレビ）[83]
- 19日 - 今さらシロー!〜テストに出ないが役に立つ〜（TBS）
- 19日（ミヤテレ・RAB・TVI・ABS・YBC）・29日（中テレ） - 気ままにGO!こんな旅どう?常磐道〜みやぎ・ふくしま 春のGW特集〜（ミヤギテレビ / NNS東北ブロック）[84][85]
- 20日 - ブレインキングダム（毎日放送）[86]
- 26日 - 超物流Z〜世界を変える革命児たちの挑戦〜（テレビ大阪）[87]
- 27日
  - 日本列島ダ・ダ・ダ大移動（日本テレビ）[注 5]
  - 皇室スペシャル 戦後80年 不戦の誓い新たに〜次世代に受け継がれる平和への思い〜（テレビ朝日）
  - 潜ってみたらスゴかった!東京湾・出雲・富士山ニッポンの海底ぜんぶ見る!（テレビ東京）[注 3]
  - 我ら演歌第7世代! BS11 若手人気スター歌謡ショー（日本BS放送（BS11））[88]
- 28日 - 違うから面白い!世界と語ルーニャ（NHK Eテレ）
- 29日 - 衝撃映像!天国と地獄（フジテレビ）

### 5月放送
- 4日
  - 空から地下まで!バナナマンの標高ツアー（日本テレビ）[注 5][89]
  - 大泉サンドの年2会（TBS）[90]
- 6日 - 実録!奇跡の救出劇（フジテレビ）[91]
- 7日 - クイズ!昭和100年（毎日放送）
- 10日
  - 教えて!山レーザー（フジテレビ）[92]
  - 怪しいURLクリックしてみた（CBCテレビ）[93]
- 13日 - 二度見したくなる!スポーツ衝撃プレーGP（テレビ東京）[94]
- 17日
  - 相葉モータース（日本テレビ）[95]
  - スター238人がガチ選出!一流が目撃したスポーツ衝撃の瞬間ランキング（テレビ東京）[96]
  - 産地直送追跡ドキュメント 私、配送されます!（大分朝日放送 / ANN九州ブロック）[97]
- 18日
  - エース・周杜のちゃんとやれるかな?（日本テレビ）[注 5][98]
  - 麒麟川島のクイズdeダービー（関西テレビ）
- 22日 - 櫻井翔のワンナイトスタディ（フジテレビ）[99]
- 24日 - 好き嫌いダウト最弱王決定戦（フジテレビ）[注 4][100]
- 25日
  - ニュースな現場で職リポ 働いてわかった(得)スクープ（毎日放送）[101]
  - 有吉のアレって今誰が持っているんですか?（関西テレビ）[102][103]
  - 世界初!AIシンゴ万博ぶらり旅（読売テレビ）[104]
- 26日 - 孝太郎&栞里&卓志の人生が広がる!偏愛グルメ旅（フジテレビ）
- 31日 - Daiwa House Special 音道楽EXPO（読売テレビ）[105][104]

### 6月放送
- 1日
  - BTS 7つの光 輝く未来へ（5月31日深夜、TBS）[106]
  - そろえてつくれ!新名物 ごちそうビンゴ（北海道放送）[107]
  - ダイアンのパッツパツのとこ整理してみたら…眠った思い出、掘り起こします（毎日放送）[108]
- 2日 - テレビ×ミセス（TBS）[109]
- 3日 - 緊急生放送 ありがとう長嶋茂雄さん ミスタープロ野球 永遠に…（日本テレビ）[110][111]
- 7日 - 撮るぞ!ばぁちゃんに任せとけ（テレビ朝日）[112]
- 8日 - どうなる 最後の1軒さん!?（RSK山陽放送）[113]
- 10日 - 界隈グルメ（TBS）[114]
- 11日
  - 相席グルメサプライズ!おじゃまめし（TBS）[115]
  - 福田こうへい&天津木村 岩手なんだりかんだり気まぐれ道中（岩手朝日テレビ）
- 12日 - 〜いきなり親孝行バラエティ〜 コドナの恩返し（読売テレビ）[注 9][116][117]
- 13日 - 万博会場でタイムスリップ!日本人が踊りたい神曲ベスト30（日本テレビ）[注 10][118][119][120]
- 14日
  - サンドウィッチマンの街録イン・ザ・ワールド〜世界で個人的なおすすめ聞いてきました〜（CBCテレビ）[121][122]
  - 街録で笑っちゃったヨ!（テレビ東京）
  - インディアンスのとっておきYUFUINぐるめぐり（大分放送 / JNN九州・沖縄ブロック）[123]
- 15日
  - バカリ×風磨×ヒエラルキー〜元アイドルの序列を考えてみました〜（日本テレビ）[注 5][124]
  - 友近&ロバート秋山のご当地グルメ段取りさせてもらいます!（南海放送）[125]
  - ミッションタワー 悪魔の塔を攻略せよ!（日本テレビ）
- 17日 - timeleszの時間ですよ（TBS）[126]
- 20日 - BK100年音楽祭（NHK大阪放送局 / NHK総合（近畿2府4県））
- 21日
  - JOBK100年 桂米朝 なにわ落語青春噺（NHK大阪放送局 / NHK総合（近畿2府4県））
  - 有吉弘行の深淵をのぞく（日本テレビ）[127][128]
  - 上田に教えたいシン雑学（テレビ朝日）[129]
- 22日
  - 30秒でジャッジ!絶対に売れそうグランプリ（TBS）
  - 上田家ご一行様 おとなの遠足〜ホントのところを見に行った!（毎日放送）[130]
  - ウワサの神社でナニ願う?〜願い事のゆくえ大追跡!〜（東海テレビ）[131]
  - 岡山から世界へ 〜全米女子オープン 二人の軌跡〜（RSK山陽放送）[132]
- 24日 - THE航空パニック2025（フジテレビ）[133]
- 25日
  - クイズ 本当にあったことです!（NHK総合）
  - 山ちゃんと500人が、（CBCテレビ）[134]
- 27日 - 有吉の世に出したい9割本（テレビ朝日）[135]
- 28日 - 勝負師のことば（テレビ西日本）[136]
- 29日
  - ニッポン井戸端サミット（日本テレビ）[注 5]
  - ホラン千秋とジモトの達人（テレビ朝日）[137]
  - 未来人に残したい!ふるさとタイムレスカプセル（読売テレビ・札幌テレビ・中京テレビ・福岡放送）[138]

### 7月放送
- 3日 - 話がウマ過ぎるダイエット&美容法は効果ある!?オードリーのTHEドキュメントーク（フジテレビ）[139]
- 4日 - 気になるアレの縁（エン）ドロール（テレビ朝日）[140]
- 6日
  - ピンチの切り札（RKB毎日放送）[141][142]
  - 検証 フジテレビ問題〜反省と再生・改革〜（フジテレビ）[143]
  - 海だけスクープバラエティ ウナバラ!（テレビ静岡）[144][145]
  - いちにの参拝〜井戸田潤のサイドカーのんびり旅〜（BSフジ・BSフジ 4K）[146]
- 7日 - 27FILMS（関西テレビ）[147][148]
- 11日
  - 〜脳内実況中継〜セルフ解説ショー!（テレビ朝日）[149]
  - 世界中のカメラが捉えた衝撃的瞬間TOP40（テレビ東京）
- 12日
  - 地球まるごと大実験 ネイチャーティーチャー（TBS）[注 2][150]
  - スペイン天才ジャーニー〜久保建英と美食の街〜（フジテレビ）
  - グレイテスト・ロケマン 〜次世代ロケ芸人No.1決定戦〜（関西テレビ）[151]
- 13日
  - ナインティナインの人生予習スゴロク（日本テレビ）[注 5][152]
  - アナタの街の隠れたヒーロー 縁の下の贈り人（長崎国際テレビ）[153][154]
  - 先駆け!アーレーイーマー〜アレがあるからイマがある〜（北海道放送）[155][156]
- 15日
  - あじわいMUSIC（テレビ朝日）[157]
  - 長嶋一茂のわがままハウスGP（フジテレビ）[158]
- 16日 - にぼしいわしのお笑いサバイバル 笑が島（15日深夜、日本テレビ）[159]
- 20日 - 稲垣吾郎がハリー・ポッターになる日 〜ロンドン魔法旅に密着〜（TBS）[160]
- 21日 - アサヒビール スマドリ ダブルインパクト〜漫才&コント 二刀流No.1決定戦〜（日本テレビ・読売テレビ）[161][162][163]
- 23日 - 縦断1000km!!こだわり店主が選ぶ北日本絶品ラーメンMAP〜美味しい噂は隣の県まで届いてます!〜（北海道放送・青森テレビ・IBC岩手放送・東北放送・テレビユー山形・テレビユー福島）[164]
- 26日 - ウワサのバカ売れ商品ガチで使ったら人生は変わるのか?（日本テレビ）
- 27日
  - ひみつのおてつだい（日本テレビ）[注 5]
  - 池江璃花子の3813日 〜私が泳ぎ続ける理由〜（テレビ朝日）
- 29日 - 大相撲お宝映像スペシャル（NHK総合）
- 30日 - なんする?見取り図（長崎放送）[165]

### 8月放送
- 3日
  - 万博から近いぞ!伊勢志摩・奈良!グルメ×絶景盛り合わせ!夏のまんぷくツアー（テレビ大阪）[166]
  - ニッポン猛毒生物研究所（テレビ東京）[注 3]
- 5日
  - あしたは8月6日じゃけぇね 〜平和の声が届く部屋in広島〜（NHK Eテレ）
  - 上沼&香取のずっと伝えたかった（フジテレビ）[167]
- 7日 - 弾丸ツアーでSHOWTIME! 大リーグ超満喫法（NHK総合）
- 9日
  - ●●のデータ全部取る（8日深夜、日本テレビ）[168]
  - MUSIC GIFT 2025 〜あなたに贈ろう 希望の歌〜（NHK総合）[169][170]
  - もしも君が僕の最期の声を聞いてくれたら 〜新証言 女学生極秘部隊と特攻隊の恋〜（フジテレビ）
  - 明石家さんまと日本の社長（フジテレビ）[注 4][171]
  - 受け継がれる情熱! 宮前真樹プロデュース新アイドルグループオーディション〜夢の扉が開く時! 生放送SP〜（テレビ埼玉）[172]
- 10日
  - 奥田と吉川 オーチーコーチーの遠くて近い広島（広島テレビ）[173]
  - 戦後80年特番（BSよしもと）[174]
- 11日
  - 超・ニッポンのお笑い100年〜芸人たちの放送開拓史〜（NHK総合）[175][176]
  - 人気シゴトは謎だらけ! 1日中いたら驚いた!!（日本テレビ）[177]
  - 昭和平成令和 日本人を支えた80年80曲（日本テレビ）[178]
  - ディープ・ローカル旅 発酵する台湾（テレビ愛知）[179]
- 16日
  - トーク★ハンサム（15日深夜、日本テレビ）[180]
  - アベレーザーの見見学学（テレビ朝日）
- 17日 - お家のギモンを解決!かけこみ不動産（TBS）
- 18日 - くつがたり-下を向いて歩こう-（BS朝日・BS朝日 4K）[181]
- 21日（予定） - そこにはいつもキミがいた! 日本人と動物たちの100年（NHK総合）
- 23日（予定）
  - 教えて!神ウエーブ（テレビ大阪）
  - 初恋クラシック 〜万博吹奏楽の夏&音楽に恋した私たち♥（関西テレビ）[182]
- 25日（予定） - 恋愛履歴書（BS朝日・BS朝日 4K）[181]

### 9月放送
- 月内予定 - THEグルメDAY（日本テレビ）[183]

## 2回以上放送のシリーズ番組

### 1月放送
- 1日
  - 日本で一番早いお笑いバトル!フットンダ王決定戦2025（2024年12月31日深夜、中京テレビ）※第14回[186]
  - 新春!幻の優勝ネタ祭り（2024年12月31日深夜、テレビ東京）[187]
  - 久保みねヒャダ明けましてこじらせナイト（2024年12月31日深夜、フジテレビ）[1]
  - 2025年新春!ニッポン“ふるさと”リレー（NHK総合）[188]
  - 2025新春（NHK総合）
  - あたらしいテレビ 2025（NHK総合）[189]
  - ウィーンフィル・ニューイヤーコンサート2025（NHK Eテレ）
  - Game of SixTONES（日本テレビ）※第2弾[190]
  - おしょうバズTV（テレビ朝日・朝日放送テレビ）※第5弾[188]
  - 笑いの王者が大集結!ドリーム東西ネタ合戦2025（TBS）[191]
  - 新春!爆笑ヒットパレード2025（フジテレビ）[192]
  - さんタク（フジテレビ）[1][193]
  - プライベートジェットで日本韓国大移動! 有吉弘行の芸能人の激推しグルメ爆食ツアー（フジテレビ）※第2弾[1][194]
  - 志らく・伯山の言いたい放だい元日SP（TOKYO MX1）※第4弾[195]
  - 第33回埼玉政財界人チャリティ歌謡祭（テレビ埼玉）[注 11][196][197]
  - 新春!よしもと大爆笑（サンテレビ）[198]
  - 中村勘九郎 中村七之助 中村鶴松 華の新春KABUKI2025（BSフジ・BSフジ 4K）[199]
  - 木梨目線! 憲sunのHAWAII17（BSフジ・BSフジ 4K）[199]
- 2日
  - 待ってました!歌舞伎生中継（NHK Eテレ）[200]
  - 正解は現地で（読売テレビ）※第2弾。全国ネット[注 12][201]
  - 夢対決2025 とんねるずのスポーツ王は俺だ!!（テレビ朝日）[202][203]
  - 芸人シンパイニュース（テレビ朝日）[204]
  - 新春!お笑い名人寄席（テレビ東京）[200][205]
  - 伊勢神宮舞楽（東海テレビ）[1]
  - お笑いオムニバスGP 2025（フジテレビ）[1][206]
  - 新春!オールよしもと初笑いスペシャル（朝日放送テレビ）
  - 新春スペシャル 藤井聡太とかまいたち（東海テレビ）[207]
  - 中川家の笑う大須演芸場（テレビ愛知）[208]
  - 新春 勝ちグセ カープ2025 アポなし旅&世代対抗3番勝負（広島ホームテレビ）
  - チョコプラ鍋（テレビ新広島）※第2弾
- 3日
  - 提供ハリウッドザコシショウ（2日深夜、テレビ神奈川）※第2弾[209]
  - 新春生放送!東西笑いの殿堂2025（NHK総合）[210]
  - 第67回NHKニューイヤーオペラコンサート（NHK Eテレ）[210]
  - 成田屋にござりまする（日本テレビ）[210][211]
  - ウチのゴイスー学園〜にっぽん全国愛する母校の自慢集めました!〜（中京テレビ）※第2弾。全国ネット[注 13][210][213]
  - ウチのガヤがすみません!（日本テレビ）[210][214]
  - お家でドドドミノ〜夢のため!1秒1000円ドミノに自宅で挑戦〜（テレビ東京）
  - 新春!芸能人対抗駅伝2025（テレビ東京）[210]
  - オードリー若林 経済始めました!（テレビ東京）
  - 決定! 第33回FNSドキュメンタリー大賞（フジテレビ）[1][215]
  - 二宮ん家（フジテレビ）[1]
  - やすとものお正月2025〜六甲&有馬で大はしゃぎ!〜（関西テレビ）[216]
  - ひむひむゴルフ2 仲間とプライベートなGOLF旅（BSテレ東・BSテレ東 4K）[217]
- 4日
  - 日本怪奇ルポルタージュ（3日深夜、テレビ東京）
  - 令和ロマンの娯楽がたり（テレビ朝日）※第2弾[218]
  - LIAR VOICE 〜ニセモノを探し出せ〜（東海テレビ）[1]
  - おじゃMAP!!（フジテレビ）※約7年ぶりに単発特番として復活[219]
  - 春一番!笑売繁盛（毎日放送）[220]
  - 第66回中部財界人新春サロン（CBCテレビ）
- 5日
  - テレビでもパズドラ!～山里&岩井も白熱!eスポーツ日本一決定～（4日深夜、テレビ朝日）
  - THE 的中王 2025（4日深夜、中京テレビ）
  - 大和地所スペシャル 超プロ野球 ULTRA（読売テレビ）[221]
  - トラジマスターズ2025（テレビ東京）[222]
  - 洋上の激闘!巨大マグロ戦争2025（テレビ東京）[注 3][223]
- 6日
  - マッチング♥ハウス（関西テレビ）※第4弾[224]
  - 開幕直前スペシャル 大阪・関西万博～財界フォーラム2025～（朝日放送テレビ）
- 7日 - ハリコミマネー 〜そのお金、何に使うんですか?〜（関西テレビ）※第4弾。初の全国ネット[225][226]
- 8日 - やりかたのウタ 〜気になる HOW to ウタいまSHOW〜（中京テレビ）※第2弾。全国ネット[注 14][227]
- 10日 - アンタに100万円（テレビ朝日）[228]
- 11日 - ホノルルマラソン2024 記念日はハワイへ!絶景リゾートラン&最新グルメ満喫SP（TBS）[229]
- 12日 - サンドウィッチマンの井戸を掘る!（テレビ東京）※第4弾[注 3][230]
- 13日
  - KUNOICHI2025（TBS）※2018年7月以来約6年半ぶり、第12回[231][232]
  - グータンヌーボ2スペシャル（関西テレビ）※最終回[233][234]
- 16日 - 言われてみれば確かに!〜カズとカレンと賢くなる夜〜（TBS）※第2弾[235]
- 18日
  - 第34回JNN企画大賞 たたらの國 奥出雲（山陰放送 / JNN28局）[236]
  - IDEXグループpresents 第3回九州女子プロゴルフダブルスNo.1決定戦（テレビ西日本 / FNS九州・沖縄ブロック）[注 15][237]
- 22日 - ダイアンの奇跡の安い店 沿線グルメ対決旅!（テレビ東京）※第4弾[注 16][238]
- 25日
  - 千原キャスティング株式会社（関西テレビ）※第10弾[239][240]
  - 見取り図の第4回マラソンあるある-1グランプリ（関西テレビ）[241]
  - 羽田美智子 長崎こころの旅〜つくる喜びに出会う〜（テレビ長崎 / FNS九州・沖縄ブロック）[242]
- 26日
  - じわじわくる映像アワード2025（日本テレビ）
  - サンドのこれが東北魂だ みちのく究極グルメを開発せよ!（東北放送）[243][244]
- 28日 - 熱唱!ミリオンシンガー（日本テレビ）[245]
- 29日 - 世界!オモシロ学者のスゴ動画祭（NHK総合）

### 2月放送
- 2日
  - 池上彰のどうなる!?リニア新幹線2025（静岡朝日テレビ）[246]
  - おしろツアーズ リアルを深掘り!オモシロ名城旅（東海テレビ）[247]
- 3日 - ミステリープラネット（TBS）※第2弾[248]
- 4日 - 3people 1minute（日本テレビ）※第2弾
- 7日 - 日本全国!愛すべき逆お国自慢GP（フジテレビ）※第4弾[249]
- 8日(EX、RNB、OTV)、9日(MBC)、11日(ABC、YBC他)、15日(BSN） - 第39回民教協スペシャル 時給10円という現実 〜消えゆく農民〜（山形放送 / 民教協加盟33局）[250]
- 8日
  - 世界最高峰のマジック殿堂 マジックキャッスル2024（NHK総合）
  - 有吉弘行の故郷に帰らせていただきます。〜やっぱり宮島が大好きなんだなぁ〜（中国放送）※第4弾[251][252]
- 9日 - 買い主が見てみたい（名古屋テレビ（メ〜テレ））※第2弾[注 17][253]
- 10日 - マンゲキマインドマッチ〜若手芸人心理王決定戦〜（9日深夜、関西テレビ）※第2弾[254]
- 11日 - 池上彰の関西人が知らないKANSAI（関西テレビ）※第9弾[255]
- 15日
  - 春の皇室スペシャル プリンセス愛子さま“初めてづくし”の1年（TBS）
  - TOKYO STARTUP DEGAWA 2025 〜あなたの生活を変える!後継ぎ経営者たち〜（テレビ東京）[256]
  - 虎バン追悼特別番組 ありがとう吉田義男さん（朝日放送テレビ）[257]
  - 目的地不明!?見取り図の長崎ミステリーツアー2（長崎放送 / JNN九州・沖縄ブロック）[258]
- 16日
  - 羽鳥×指原 ご当地!推しメシツアー それ東京でも食べられますけど!（九州朝日放送）※第4弾[259]
  - 全国ボロいい宿〜バナナマンも興奮!人気のヒミツ〜（北海道放送）※第6弾[260][261]
  - 人気ピン芸人大集合!陣内・バカリズムの最強ピンネタSP（関西テレビ）[262][263]
- 19日
  - JNN東北スペシャル 東北温泉総選挙2025（テレビユー福島 / JNN東北ブロック）[264]
  - 早春の伊豆半島 ぐるり一周対決旅（テレビ東京）[注 16]
- 22日
  - スポーツ!ダサかわいい映像グランプリ（日本テレビ）
  - 東急不動産ホールディングス Breaking World Match 2025（RKB毎日放送）[265]
  - 皇室スペシャル2025 愛子さま23歳の挑戦…人見知り克服と両陛下の愛（フジテレビ）
  - 石原良純の九州を変えた!城スペシャル すごいぜ!熊本城第5弾（熊本朝日放送 / ANN九州ブロック）[266]
  - CIAOちゅ〜る presents オールねこ感謝祭!ニャンにゃんオフ会2025（BSテレ東・BSテレ東 4K）[注 6]
  - ネコにゃん!かわいい子猫大集合（BSテレ東・BSテレ東 4K）[注 6]
  - 猫の幸せ 私の幸せ 猫のこと、ちゃんと考える（BSテレ東・BSテレ東 4K）[注 6]
- 23日
  - 第57回NHK福祉大相撲（NHK総合）[267]
  - 田村淳のオーライ!ホリデーハウス 都会と田舎のよくばり二拠点生活（信越放送）[268]

- 24日 - 必見!ヒット予測研究所2025（テレビせとうち）[272]
- 27日 - 見取り図の間取り図ミステリー（読売テレビ）※第6弾、パイロット版[273]

### 3月放送
- 1日
  - ニュースなるほどゼミ（NHK総合）
  - 世界一受けたい授業（日本テレビ）※レギュラー終了後[274]
  - 太陽生命 presents 村長さんに聞いてみた! ウチの村は日本一（テレビ大阪）※第8弾[275][276]
  - 有吉弘行のものまねTHEワールド（フジテレビ）※第2弾[注 4][277]
  - IAT熱血!5時間生テレビ〜未来へつなぐ、岩手の元気〜（岩手朝日テレビ）
- 2日
  - 坂上商店 IN 韓国 爆売れ商品買付ツアー（日本テレビ）※第2弾
  - 動物さまの言うとおり アニマル新常識スクープSP（テレビ静岡）[278]
  - 漫才Lovers（読売テレビ）[279]
  - マウスコンピューター presents 第14回ytv漫才新人賞決定戦（読売テレビ）[280]
- 3日 - 龍角散 presents 健康列島ニッポン（テレビ東京）
- 4日 - 激撮!福岡密着24時（テレビ西日本）※第17弾[281]
- 9日
  - やすとも×中川家の旅はノープラン2025（読売テレビ）※第12弾[282]
  - 名古屋ウィメンズマラソン2025 〜花咲く未来へ! 私の挑戦〜（東海テレビ）
- 10日 - 社会実験バラエティー マル日後にわかるホント!（日本テレビ）※第3弾[283]
- 12日 - 今夜No.1が決定!福島県民ラーメン総選挙2025（福島放送）[284]
- 14日
  - 第48回日本アカデミー賞授賞式（日本テレビ）[285]
  - 坂上サンドの東北旅2025 地元民激推しスポットベスト10を当てろ 上沼恵美子参戦（フジテレビ）[286]
- 15日
  - こんナンSDGsどうですか?（テレビ東京）
  - THE CONTE（フジテレビ）[注 4][287]
- 16日
  - 大改造!!劇的ビフォーアフター（朝日放送テレビ）[288]
  - 緊急SOS!池の水ぜんぶ抜く大作戦（テレビ東京）[注 3][289]
  - 中川家&かまいたちのラブネタ2025（毎日放送）[290]
- 18日 - 今田孝太郎 小泉孝太郎と今田耕司の社会見学SP（フジテレビ）※第2弾[291]
- 19日 - せいやのたびカラ（NHK総合）※第2弾[292]
- 20日 - TVh開局35周年特別番組 ケンコバカレー部 超北海道カレープロジェクト（テレビ北海道）※第7弾[293]
- 21日
  - 秋山歌謡祭2025（名古屋テレビ（メ〜テレ））※第3弾[294][295][296]
  - 県民ガチ投票シリーズ キング オブ THE あんかけ（岩手めんこいテレビ）[297]
- 22日・29日 - 漫才マン2025（関西テレビ）[298]
- 22日
  - よしもとゴルフ王決定戦2025（21日深夜、朝日放送テレビ）[299]
  - 農業っておもしろいっ!! 〜第54回日本農業賞〜（NHK Eテレ）[300]
  - 世界・ふしぎ発見! ウォルトディズニーワールド&万博 世界初ゾクゾク!春の3時間SP（TBS）[301]
  - みのもんたさん、ありがとう!元祖!スポーツ珍プレー好プレー大賞 昭和100年一限りの大公開LIVE（フジテレビ）[302][303]
  - BMSG TRAINEE トレハン!〜トレーニートレンドハンター〜（テレビ神奈川）※第2弾[304]
- 23日
  - ダイアンの寿（スー）を差し上げます!! 愛知県江南市布袋駅（NHK名古屋放送局 / NHK総合（愛知県・三重県・岐阜県））※第3弾[305]
  - 世界を救え!サムライバスターズ（テレビ東京）※第6弾[注 3]
  - お宝査定ランキング!芸能人ハウスマッチ（フジテレビ）
  - ななまがりのパラレルバラエティ（BSよしもと）※第2弾[306]
- 25日 - 救命救急24時 2025（フジテレビ）
- 27日 - 歴史ミステリーVS超能力 〜本能寺の変&龍馬暗殺 謎解きSP〜（フジテレビ）※シリーズ第3弾[307]
- 29日
  - 卒業RECORDソツレコ'25〜高校最後にライバルと決着!SP〜（28日深夜、毎日放送）[308]
  - まつりの響き 第25回地域伝統芸能まつり（NHK Eテレ）[309]
  - 西川きよし【大阪・関西万博】お先に勉強させていただきますSP!（テレビ大阪）
  - レベチな福岡人発掘タイムズ 華丸編集長、報告があるであります。（福岡放送）※第3弾[310][311]
- 30日 - きよしが丸かじりベストヒットグル目ぇ（朝日放送テレビ）
- 31日 - ザ・ベストワン 今夜決定!1万人が選ぶ“今一番見たい芸人”ベスト10大発表SP（TBS）[312]

### 4月放送
- 1日 
  - バナナキマイラ（3月31日深夜、日本テレビ）[313]
  - 有名人が惚れた爆笑ネタ ホレネタ（日本テレビ）※第2弾[注 9]
- 3日
  - まさかの一丁目一番地（TBS）
  - 実録!金の事件簿（フジテレビ）[314]
  - 珍ゴシップ・ザ・ワールド（フジテレビ）※第2弾[314]
- 4日 - そのコント、やってみます（テレビ朝日）※第2弾[315]
- 6日 - 今夜復活!8時だョ!全員集合 ドリフ伝説コント20連発（TBS）※第2弾[316]
- 7日 - FNSドラマ対抗 お宝映像アワード 2025春（フジテレビ）[317]
- 8日 - 世界アニマル&キッズ動画スペシャル（テレビ朝日）
- 9日 - エンタの神様（日本テレビ）
- 11日 - 日テレ系クイズフェスティバル2025春〜豪華芸能人が平成の名物クイズに挑戦SP〜（日本テレビ）[318]
- 12日 - 第60回上方漫才大賞（関西テレビ）[319][320]
- 13日 - 運搬千鳥 それ、どうやって運ぶんじゃ?（東海テレビ）※第6弾[321][322]
- 14日 - ヘタコイ 〜愛すべき報われない男たち〜（関西テレビ）[323][324]
- 16日 - ヒロシと愉快な仲間たち ザ・ゴールデン in台湾（熊本朝日放送）
- 17日 - 人生を変えた!天才番付SHOW（TBS）[325]
- 19日 - 今日もどこかで誰かが戦っている!（テレビ東京）
- 20日 - 超スゴ!自衛隊の裏側ぜ〜んぶ見せちゃいます!（テレビ東京）※第9弾[注 3]
- 26日
  - はらぺこぱ 1g1円ローカルグルメはしご旅（テレビ東京）※第6弾[注 8]
  - 芸能界ウケ宝映像グランプリ〜芸人に聞いた一番ウケた瞬間30連発（フジテレビ）※第2弾[注 4][注 18][326]

### 5月放送
- 2日 - 究極の男は誰だ!?最強スポーツ男子頂上決戦2025春（TBS）[327]
- 3日
  - 春日ロケーション〜春日プロデューサーの旅番組〜 シーズン4 横須賀編（2日深夜、日本テレビ）[328]
  - 憲法記念日特集（NHK総合）
  - ひろしまフラワーフェスティバル花の総合パレード（中国放送）
  - 横浜開港記念みなと祭 国際仮装行列 第73回ザ よこはまパレード（テレビ神奈川）
- 5日 - 最強大食い王決定戦2025（テレビ東京）[329]
- 6日 - 本日の司会はオードリー若林!（NHK総合）※第2弾[330]
- 17日 - THE SECOND 〜漫才トーナメント〜 グランプリファイナル（フジテレビ）※第3回[331][332][333]
- 20日 - THE DANCE DAY（日本テレビ）[334]

- 24日 - 日本ダービー2025 いま頂点へ（テレビ東京）
- 27日 - 名医に学ぶ血糖値&アレルギー世代別健康法!100歳でピンピンピン!（フジテレビ）[342]
- 28日 - 相葉ヒロミのお困りですカー?（テレビ朝日）[343]
- 31日 - 論破王ひろゆきがヒット商品を論破!?〜それってアナタの感想ですよね〜（フジテレビ）

### 6月放送
- 1日 - 第75回全国植樹祭 埼玉県2025（NHKさいたま放送局 / NHK総合）
- 2日 - 一攫千金!宝の山（日本テレビ）※第6弾[344]
- 3日 - 奇跡の瞬間大連発!IKKO衝撃映像&衝撃事件祭り!（テレビ東京）※第3弾、5年ぶりに復活[345]
- 4日
  - 人生が変わる1分間の深イイ話 2025夏SP（日本テレビ）[346]
  - 世界衝撃映像100連発 日本は安全で良かった〜SP（TBS）※第52弾、3H[347]
- 7日 
  - 熱狂!YOSAKOI 絶叫!ソーラン2025（札幌テレビ）[348][349]
  - 内緒にしておけない!? “隠れ名物”第10弾!新潟×福島珍道中（新潟テレビ21・福島放送）[350][351]
- 8日
  - 沸騰!地球アツベンチャー（中京テレビ）※第2弾[352]
  - オールスター合唱バトル（フジテレビ）※第6弾[353]
  - 独占生放送!YOSAKOIソーラン2025ファイナル（テレビ北海道）[354]
- 11日
  - センビキ 答えは線を引くだけです（中京テレビ）[注 9][注 20][355][356]
  - 熊本パン総選挙2025（熊本朝日放送）※熊本なんでも総選挙シリーズ第4弾[357]
- 14日
  - 通販王決定戦（日本テレビ）※第18弾[358]
  - 林修×スポーツ×SDGs（テレビ愛知）※第5弾[359]
  - 地球環境大賞2025（フジテレビ）
- 15日 - ニッポンの技で世界を修理 世界!職人ワゴン（テレビ東京）※第9弾[注 3][360]
- 18日 - ちょっとバカりハカってみた（テレビ東京）
- 21日・22日 - テレ東系「旅の日」2025〜充電旅&バス乗り継ぎ旅で7時間SP〜（テレビ東京）※第3弾[361]
- 21日 - くらべるネタSHOW バカリズムのキリクチ（東海テレビ）※第3弾[362]
- 22日 - 第54回NHK講談大会（NHK Eテレ）
- 23日
  - 令和7年沖縄全戦没者追悼式（NHK沖縄放送局 / NHK総合）[注 21]
  - ＃あなたの623-生放送でおくる慰霊の日-（琉球放送）
  - 慰霊の日特別番組 戦世から80年つなぐ記憶（沖縄テレビ）
- 24日 - 不思議体験ファイル 信じてください!!（関西テレビ）
- 25日 - あなたはこの衝撃に耐えられる?ワールドドキドキビデオ（日本テレビ）※第13弾[363]
- 28日
  - ツギクル芸人グランプリ2025（フジテレビ）[364]
  - 久原本家 presents 福岡音楽祭 音恵〜ONKEI〜2025（RKB毎日放送）
- 29日
  - オレの一行（28日深夜、中京テレビ）※第6弾[365][366]
  - 極舌 早口言葉日本一決定戦（日本テレビ）※第2弾[367]
  - ニカゲーム 1時間特番（テレビ朝日）※レギュラー終了後[368]
  - ASKA SPECIAL - Who is ASKA!?僕たちは自由でいなきゃ -（テレビ東京）
  - 第46回ABCお笑いグランプリ2025決勝戦（朝日放送テレビ）[369]

### 7月放送
- 2日
  - 1周回って知らない話 強いオンナ達の決断の裏側SP（日本テレビ）[373][374]
  - 2025 FNS歌謡祭 夏（フジテレビ）[375][376]
  - ロバート×森三中の気ままに日帰り旅 in新潟 佐渡編（新潟テレビ21）※シリーズ第6弾[377]
- 5日
  - THE MUSIC DAY 2025（日本テレビ）[378][379]
  - 国民的アニメの祭典 サザエさん!ちびまる子ちゃん!鬼滅の刃!激レアシーン 2時間スペシャル（フジテレビ）※第3弾[注 4][380]
- 9日 - テレ東音楽祭2025〜夏〜（テレビ東京）[381][382]
- 12日 - 漫才PARTY（日本テレビ）
- 13日 - 坂上忍の勝たせてあげたいTV 第2の人生劇的チェンジ!SP（日本テレビ）
- 17日（前祭）・24日（後祭） - 生中継 祇園祭山鉾巡行 2025（KBS京都・BS11）[383]
- 19日 - 音楽の日2025（TBS）[384][385]
- 21日 - 青春サラブレッド〜馬に魅せられた若者たちの365日〜（テレビ北海道）※シリーズ第4弾[386]
- 21日・22日・23日 - 日本歌手協会 夏まつり唄まつり（BSテレ東・BSテレ東 4K）
- 25日 - 天神祭生中継2025（テレビ大阪）[387]
- 26日
  - アサヒ スマドリスペシャル 独占生中継 隅田川花火大会2025（テレビ東京）[388][389][390][391]
  - 青春アカペラ甲子園!ハモネプハイスクール〜高校アカペラ日本一決定戦〜（フジテレビ）[注 4][392]
  - 日本一の海中空大花火!ぎおん柏崎まつり海の大花火大会2025生中継（BSフジ・BSフジ 4K）
- 27日 - アンガールズの絶景アイランド（中国放送 / JNN中四国ブロック）[393]
- 28日 - 口を揃えた怖い話（TBS）※第6弾[394]
- 31日 - ゴールデンタッグ〜何かが起きそうな2人をマッチング〜（読売テレビ）[注 24][395][396]

### 8月放送
- 1日 - 生中継!盛岡さんさ踊り（テレビ岩手）
- 2日
  - パ・リーグ党芸人座談会 なにわのホームラン王参戦!真夏の超〜濃厚1時間SP（1日深夜、関西テレビ）[397][398]
  - ガンダムがつなぐ宇宙と未来in大阪・関西万博（テレビ東京）[399]
  - 岡崎城大花火 生中継2025（テレビ愛知）[400]
  - 長岡まつり大花火大会生中継（NHK BS）
- 3日
  - やすしきよしの夏休み2025（関西テレビ）
  - 中部10県伝説パイセンアワード（中京テレビ / NNS中部ブロック）[401]
- 5日
  - 生中継!仙台七夕花火2025（仙台放送）
  - ネブタビ〜熱狂!青森ねぶた祭2025〜（BS-TBS・BS-TBS 4K）

- 7日 - わっしょい!みやぎ 生中継 仙台七夕まつり2025（東北放送）
- 8日
  - ザ!戦後80年の映像遺産SP 池上彰×加藤浩次の運命の転換点（フジテレビ）※シリーズ第2弾[402]
  - 生中継2025びわ湖大花火大会 いこうぜ♪滋賀・びわ湖〜輝く湖上大花火〜（びわ湖放送・KBS京都）

- 9日
  - 圏外絶景2〜極上のデトックス〜（札幌テレビ）[403][404]
  - ニッポン一周6000km!巨大貨物船に乗せてもらいました!（テレビ東京）※シリーズ第6弾
  - 生中継 ぎふ長良川花火大会 2025（テレビ愛知・岐阜放送）

- 11日
  - 放送作家松田好花リターンズ（テレビ東京）[405]
  - 爆笑レッドカーペット 真夏の最新ショートネタ60連発!大復活SP（フジテレビ）※2014年元旦以来11年ぶりに復活[406][407]
- 12日 - 北海道ゴハット（北海道文化放送）※第3弾[408]
- 13日 - 完全生中継!関門海峡花火大会2025（TVQ九州放送）[409]
- 14日
  - 超絶神業!マジックバトル 2025（NHK総合）
  - 真夏の怪奇ファイル（テレビ東京）
- 15日 - 令和7年全国戦没者追悼式（NHK総合）
- 16日
  - 生中継!京都五山送り火2025（KBS京都）[410]
  - 感動日本一!夏を彩る音と光の共演山形・赤川花火2025（BS朝日・BS朝日 4K）[411]
- 17日
  - 新しい学校のリーダーズの課外授業 特別編 思ったより早く一回だけ再集合SP!!（16日深夜、テレビ朝日）※レギュラー終了後
  - 第64回1000万人ラジオ体操・みんなの体操祭（NHK総合）
  - チャリ飯旅（テレビ東京）
  - 鶴瓶サンドウィッチマンの夏旅（関西テレビ）※第7弾[412][413][414]
- 18日 - 野口聡一・劇団ひとりの 2030月面テレビ（NHK総合）※第3弾
- 20日 - クイズタイムリープ（日本テレビ）※第3弾[415]
- 21日（予定） - 科学の扉、開けちゃいました〜理系京大生のステキな好奇心〜（NHK Eテレ）※第2弾[416]
- 30日〜31日（予定） - 24時間テレビ48-愛は地球を救う-「あなたのことを教えて」（日本テレビ / NNN・NNS31局[注 25]）[417]

### 9月放送
- 6日（予定） - 有吉の夏休み2025 密着77時間in Hawaii（フジテレビ）※第13弾[418]

### 12月放送
- 月内予定 - 女芸人No.1決定戦 THE W 2025 決勝（日本テレビ）※第9回[419]

### 年内放送
- 夏予定 - 第45回全国高等学校クイズ選手権（日本テレビ）[420]
- 冬予定 - 歌唱王〜全日本歌唱力選手権〜（日本テレビ）※第13回[421]

### 1年間で複数回放送された、もしくは放送予定の特番
- 1月1日（新春）[188]、7月21日（夏）[523][524] - 平野レミの早わざレシピ!2025（NHK総合）
- 1月1日、4日[525]、4月24日[526] - せっかち勉強〜知らないとヤバい事〜（日本テレビ）
- 1月2日、6月26日 - 日本最強の城スペシャル（NHK総合）
- 1月2日(1、全国ネット)[200]、5月21日(2、関西ローカル)[527] - 出川哲朗のこの先どうなる?（毎日放送）[528]
- 1月2日[529]、5月29日 - 内村チョコプラのちょっと変でもまぁ一家（TBS）
- 1月2日(22)[530]、5月15日(23)、6月20日(24) - 世界の秘境で大発見!日本食堂（テレビ東京）
- 1月2日[1]、4月13日[531] - ぶっとび!豪傑伝説〜コンプラなき時代の衝撃ランキング（フジテレビ）
- 1月3日、3月22日 - 浦川&ナジャのウラのウラまで失礼します!（朝日放送テレビ）
- 1月3日[532]、5月30日[533] - 凍った悩みを60秒で瞬間回答!チーンと超速ベストアンサー（フジテレビ）
- 1月4日(4)[534]、5月3日(5)[535]、8月20日(6)[536] - 太田光のテレビの向こうで（BSフジ・BSフジ 4K）
- 1月5日、3月15日、4月19日、7月12日、8月23日（予定） - 通販をスクープしてみた!!（テレビ朝日）
- 1月5日(2)[537]、6月22日(3）[538] - バタバタ買い物バケーション（TBS）
- 1月5日（5、全国ネット）[223][539]、8月16日（6、関西ローカル）[540] - おしゃべり小料理ゆみこ（毎日放送）
- 1月5日（冬）[1][541]、7月5日（夏）[542][543] - フジテレビドラマライブ2025（フジテレビ）
- 1月6日[544]、7月29日[545] - はじめてのおつかい（日本テレビ）
- 1月6日[546]、3月31日 - アイ・アム・冒険少年（TBS）
- 1月7日(6)[547]、7月7日(7)[548] - アーティスト別モノマネ頂上決戦 俺にアイツを歌わせたら右に出るものはいない（TBS）
- 1月7日、2月25日、7月20日[549] - 世界!爽快!映像GP（フジテレビ）
- 1月10日、4月4日 - 所でナンじゃこりゃ!?（テレビ東京）
- 1月11日、5月31日 - 小峠地蔵旅（テレビ東京）
- 1月11日(4)[550]、8月23日(5、予定) - 今夜解禁!サンドの禁断の一騎打ち（フジテレビ）[注 4]
- 1月11日、3月8日、5月10日、7月12日、9月予定、11月予定 - 大相撲どすこい研（NHK BS）
- 1月11日、5月10日、7月12日、9月予定、11月予定 - 感動!大相撲がっぷり総見〜○○場所を百倍楽しく見る極意〜（BSフジ・BSフジ 4K）[551]
- 1月12日(17)、2月23日(18)[552]、3月20日(19) - ひむバス!（NHK総合）※パイロット版
- 1月12日、6月8日 - 芸人○○-1グランプリ（日本テレビ）[注 5]
- 1月12日、6月15日 - 注文の多い初キャンプ（テレビ朝日）
- 1月12日、4月27日[553] - 飛んで見にいく謎の島（朝日放送テレビ）
- 1月13日[554]、4月29日[555] - 病院ラジオ（NHK総合）
- 1月13日[556]、7月21日 - 3秒聴けば誰でもわかる名曲ベスト100（テレビ東京）
- 1月15日、5月6日 - 総合診療医ドクターG NEXT（NHK総合）
- 1月16日[557]、3月9日(1H)、2月8日[558]、7月5日[559](2H) - 世界!爆笑おバカ映像GP（フジテレビ）
- 1月18日、25日 - サクサクヒムヒム ☆推しの降る夜☆（日本テレビ）※パイロット版、第2弾[560]
- 1月18日[561]、7月9日[562] - クイズ!国民一斉調査（日本テレビ）
- 1月18日(2)[563]、3月29日(3)[564] - 喫茶しのぶ（日本テレビ）
- 1月18日、2月15日、5月24日、6月14日 - 今田耕司の買うならイマダ「おかんと通販してみた!」（テレビ朝日）
- 1月19日、7月31日[565] - 笑神様は突然に…（日本テレビ）
- 1月23日[566]、3月20日[567]、6月26日[568] - 潜入!リアルスコープ（フジテレビ）
- 1月24日[569][570]、3月14日[571] - クイズ!あなたは小学5年生より賢いの?（日本テレビ）※レギュラー終了後
- 1月24日[243]、3月21日、6月16日[572] - キセキの動画大集合!“神”映像グランプリ（TBS）
- 1月25日、5月3日 - いっしょに食べたい!ラーメン餃子日和〜究極のラー餃ハーモニーSP〜（日本テレビ）
- 1月25日[注 8][573]、5月3日、9日、16日、8月11日[574] - 秋山ロケの地図（テレビ東京）
- 1月25日[575]、7月26日[576] - 飯尾くっきーのハンコください!あなたの名字で旅してます（テレビ東京）
- 1月25日、3月15日、7月26日 - ヒロミの集結!スゴ腕カリスマバイヤーズ（フジテレビ）
- 1月26日[577]、7月13日[578] - よせによせ（NHK総合）
- 1月26日[注 5]、5月11日[注 5]、8月18日[579][580] - X秒後の新世界（日本テレビ）※パイロット版
- 1月27日、5月14日、6月26日、8月17日 - 世界中から厳選!奇跡の瞬間アワード（テレビ東京）
- 1月30日[581]、2月11日、2月27日、5月29日、8月8日[582] - 魔改造の夜（NHK総合）
- 2月2日、9日、6月22日 - アスラクションパーク（日本テレビ）[注 5]
- 2月2日、6月24日[583] - 人生で一番長かった日（日本テレビ）
- 2月7日(15)[584]、21日(16)[585]、3月7日(17)、18日(18)[586]、5月3日(19)[480]、6月9日(20)[587]、8月22日(21、予定) - この歌詞が刺さった!グッとフレーズ（TBS）[588]
- 2月9日、7月26日[589] - 芸能人おなたんの会〜同じ誕生日の芸能人で集まってみた〜（日本テレビ）
- 2月9日(10)、5月11日(11) - 迷惑生物から住民を守れ!凄腕!危険生物バスターズ（テレビ東京）[注 3]
- 2月10日[590]、20日、3月3日、4月21日[591] - その道のプロが選ぶ本当のNo.1 プロフェッショナルランキング（TBS）
- 2月12日、5月1日、7月31日 - コンテナ全部開けちゃいました!（NHK総合）
- 2月16日、4月27日、8月16日 - ニッポンカレンダー その特別な1日を祝う人が日本のどこかにいる（テレビ東京）
- 2月19日、4月30日[592]、6月18日、7月24日[593] - 笑える!泣ける!動物スクープ100連発（TBS）
- 2月22日[594]、6月14日[595] - 小泉孝太郎&かまいたちの芸能人テスト（フジテレビ）[注 4]
- 2月27日(2)[459]、6月19日(3) - 徹子&純次&良純の世界衝撃映像の会（テレビ朝日）
- 2月28日（27日深夜）[596]、3月28日（27日深夜）[597]、6月27日（26日深夜）[598] - うぶごえ（日本テレビ）
- 3月1日(3)[599]、8月2日(4)[600] - ヒロミのおせっ買い!（日本テレビ）
- 3月2日(10)、6月1日(11) - THE 事業承継 その灯を消すな!（テレビ東京）
- 3月2日(3)[601]、8月24日(4、予定) - 全力取材!JRのウラ側（テレビ東京）[注 3]
- 3月7日（6日深夜）、14日（13日深夜） - ハイツ五反田201（日本テレビ）[602]
- 3月8日(2)[603]、7月26日(3)[604] - 前略 今田さん、移住するってよ（福岡放送 / NNS九州ブロック・テレビ宮崎[注 30]）[605]
- 3月8日（24）[606]、8月2日（25）[607] - ENGEIグランドスラム（フジテレビ）[注 4]
- 3月9日(24)、6月22日(25)、7月6日(26) - メルクリウスの扉（テレビ東京）[608]
- 3月9日、5月4日 - 東海のイイとこみんな教えて!田村淳のスマホ旅（東海テレビ）
- 3月10日（9日深夜、19）、6月23日（22日深夜、20）[609] - ゲームズ・ボンド（テレビ朝日）
- 3月13日、20日、27日 - #今日アミ -今日からアミューズメイト-（TOKYO MX1）[610]
- 3月15日、22日、29日 - バッテリィズがチャリで来た。（朝日放送テレビ）[611]
- 3月15日[注 2][612]、5月20日、27日[613] - 怒りん坊将軍!（TBS）
- 3月16日[614]、6月8日 - 何ひとつ無駄にしないプロジェクト〜テレ東、農家はじめました〜（テレビ東京）
- 3月17日(春）、6月29日（夏）[615] - ウソかホントかわからない やりすぎ都市伝説（テレビ東京）
- 3月22日、29日（春）、8月9日、16日（夏） - Pascoプレゼンツ 新天才クイズ 〜2025〜（CBCテレビ）[616]
- 3月23日（22日深夜）、30日（29日深夜） - 芸人、閉じ込めてみました。（テレビ大阪）[617]
- 3月24日（23日深夜）、25日（24日深夜） - HANZO（TBS）[618]
- 3月26日、8月21日（予定） - 放送100年 スポーツ名場面（NHK総合）
- 3月26日、6月26日（25日深夜） - ギャン泣きくん（中京テレビ）[注 9][619]
- 3月29日（28日深夜）、4月5日（4日深夜）、12日（11日深夜） - スギるヤツ（日本テレビ）[620]
- 3月30日（29日深夜）、4月6日（5日深夜） - 日本デビュー20周年の絆 東方神起のTHE MISSION（テレビ朝日）[621]
- 3月31日[注 9][622]、8月2日（1日深夜）[623] - 脱教養番組（日本テレビ）
- 4月6日、7月13日 - ○○界隈!のぞき見&分析!（テレビ東京）[注 3]
- 4月13日（冬）、7月6日（春） - 巨大魚・○の陣 2025（BSフジ・BSフジ 4K）
- 4月20日[注 5]、7月28日[624] - 一茂カズ VS THE業界ジン（日本テレビ）
- 4月22日（21日深夜）、29日（28日深夜）、5月2日（1日深夜）、7月12日[625] - AAEC秋山アーカイブ映像センター 素人ホームビデオなんとかする課（テレビ東京）
- 4月29日、8月12日 - へんてこ生物アカデミー（NHK総合）
- 4月29日、30日 - クラウンズスペシャル〜ファンゴル〜（CBCテレビ）
- 4月30日[480][626]、8月20日[627] - 鶴瓶孝太郎 転職したら人生○○だった件（テレビ朝日）
- 5月5日（4日深夜）、12日（11日深夜）、19日（18日深夜） - 錦鯉たかし&オズワルドいとうの超自由時間（北海道テレビ）※第3弾[628]
- 5月12日、19日[629]、7月21日、28日、8月4日[630]、11日[631] - 世界で一番怖い答え（フジテレビ）
- 5月14日(5)[632]、7月23日(6) - 出川サンド伊達のすばらしきバカ舌貴族の晩餐会（テレビ東京）
- 6月19日（18日深夜）、26日（25日深夜）、7月3日（2日深夜）、10日（9日深夜） - コロネケンの札幌地下グルメ マニアクス シーズン2（北海道テレビ）[633]
- 6月19日、26日 - 人生初体験後押しバラエティ「オトナが階段のぼる」（読売テレビ）[注 9][634][635]
- 6月21日、28日
  - ココでしか物産展〜今からココで、お取り寄せ解禁〜（フジテレビ）[636]
  - SAVE MONEY（中京テレビ）[637][638]
- 6月24日(3)[639]、7月14日(4)[640] - 行くぜ!“地球の特等席”ロマンチック少年ボーイ（TBS）
- 6月29日、8月17日 - 今夜予定どうですか?（TBS）
- 7月7日、14日 - ニッポン代表応援TV（フジテレビ）[641]
- 7月15日[642]、8月5日[643] - 日本探求アカデミックバラエティ 火曜の良純孝太郎（テレビ朝日）※パイロット版
- 7月19日、26日、8月2日、9日 - 煙モクモクの焼肉は、絶対に美味い。（BSテレ東・BSテレ東 4K）[644]
- 7月27日、8月10日、9月7日（予定）、14日（予定）、21日（予定）、28日（予定） - 旅するSnow Man - Traveling with Snow Man -（日本テレビ）[645]
- 7月28日、29日 - それでもヒトはモノをつくる（NHK Eテレ）[646]
- 8月2日、9日 - アミュ★活（TOKYO MX1）[647]
- 8月3日、10日 - 小泉孝太郎の地元フルコース（日本テレビ）[注 5]

## レギュラー番組のスペシャル版

### NHK総合・Eテレ

#### NHK総合のみで放送
- 1月14日、2月24日、3月28日[655]、5月21日、26日 - 100カメSP
- 3月4日[656]、7月1日 - うたコン 拡大SP
- 3月24日、8月6日 - クローズアップ現代SP
- 3月28日、7月25日 - チコちゃんに叱られる! 拡大版スペシャル
- 3月28日 - 時をかけるテレビ特別編 幻のアニメ「マルコ・ポーロの冒険」[657]
- 3月29日[658]、5月3日 - 新プロジェクトXスペシャル
- 8月2日 - ブラタモリ 最新!富士山SP 78分拡大版!人はなぜ富士山が好きなのか?[659][660]
- 8月13日 - 激突メシあがれ〜自作グルメ頂上決戦〜SP
- 8月23日（予定） - ザ・グレイテスト・ヒッツ拡大版! 平成ミリオンヒット大特集[661]

#### NHK Eテレのみで放送
- 1月5日 - 日曜美術館SP ハッピーニューアーツ!
- 3月9日 - 出川哲朗のクイズほぉ〜スクール 日本一スペシャル!

### 日本テレビ・NNN・NNS系列
- 1月1日[188]、3月23日 - オー!マイゴッド!SP（日本テレビ）
- 1月1日 - 笑点 お正月だよ!大喜利まつり（日本テレビ）[736]
- 1月2日(3H)[737] / 2月6日、3月27日、4月17日[325]、5月22日[738]、6月26日、7月24日[739]、8月21日（予定）(2H) - THE突破ファイルSP（日本テレビ）
- 1月4日 - ぶらり途中下車の旅 豪華新春!!2時間SP（日本テレビ）[481]
- 1月6日
  - 大悟の芸人領収書 新春SP（日本テレビ） ※1H[740]
  - THEパニックGP 新春SP（日本テレビ） ※1H[注 9][741]
- 1月7日[547](4H) / 2月18日[742]、3月18日、4月1日、5月27日、6月10日、7月8日、8月5日(2H) / 4月22日[743](3H) - ザ!世界仰天ニュースSP（日本テレビ）
- 1月10日[744]、2月28日、5月9日、6月13日[745]、7月18日、8月1日 - 沸騰ワード10 2時間SP（日本テレビ）
- 1月11日[746]、2月1日、3月22日[747] - with MUSIC 2時間SP（日本テレビ）
- 1月14日[748]、2月25日[749]、3月25日[750]、4月15日[751]、6月3日[752][753] - カズレーザーと学ぶ。 2時間SP（日本テレビ）
- 1月15日[754]、2月19日[755](2H) / 3月26日(最終回、1H39M)[756] - 世界頂グルメSP（日本テレビ）
- 1月25日[757]、2月15日[758]、3月29日[759]、4月5日[760]、5月17日[761]、6月7日、7月12日、8月23日（予定）(2H) / 6月28日[762](3H) - 嗚呼!!みんなの動物園SP（日本テレビ）
- 2月2日 - ほんわかテレビ特別編 第二の人生応援SP!（読売テレビ）
- 3月2日 - 東京マラソン2025×サンデーPUSHコラボSP（日本テレビ）[763][764]
- 3月22日
  - ラグビーリーグワン×キントレ コラボSP!「東芝BL東京×埼玉パナソニック」（日本テレビ）[765]
  - アナザースカイ1時間SP（日本テレビ）[766]
- 3月23日 - 平成紅梅亭 PRESENTS エモいRAKUGO（22日深夜、読売テレビ）※第4弾[767]
- 4月1日[768]、6月24日[769] - ヒューマングルメンタリー オモウマい店 2時間SP（中京テレビ）
- 4月9日、6月9日[770] - 一茂×かまいたち ゲンバ 2時間SP（日本テレビ）
- 4月13日
  - 世界の果てまでイッテQ! 春の2時間SP（日本テレビ）
  - メシドラSP（日本テレビ）
  - はじまっten. 大阪・関西万博開幕SP（読売テレビ）
- 5月3日 - 満天☆青空レストラン 17年目突入!春の1時間スペシャル（日本テレビ）[480][771]
- 5月31日 - どさんこワイド179スペシャル ミライをつくる高校生～農業高校でいのちを学ぶ～（札幌テレビ）[772]
- 6月18日 - 人間研究所 1時間SP（中京テレビ）[注 9]
- 6月29日 - おしゃれクリップ 1時間SP（日本テレビ）[773][774]
- 7月5日 - トクそうCOMPANY〜万博のおトクを大そう査SP〜（読売テレビ）[775]
- 7月29日（28日深夜） - 近畿地方のある場所について×news zero その素顔が知りたい。俳優赤楚衛二（日本テレビ）
- 8月15日 - 真相報道バンキシャ!特別編 “終末時計”を早める世界のトップたち（日本テレビ）[776]

### テレビ朝日・ANN系列
- 1月1日 - 羽鳥慎一モーニングショー 新春特大スペシャル（テレビ朝日）[188]
- 1月3日[210][814]、6月22日[815] - 夫が寝たあとにSP（テレビ朝日）
- 1月4日
  - 渡辺篤史の建もの探訪 祝!35周年新春スペシャル（テレビ朝日）[816]
  - 路線バスで寄り道の旅SP 暴れん坊将軍&じゅん散歩も参戦!（テレビ朝日）
  - 正義のミカタ!お正月特別編!日本が抱えるヘビ〜な2025年問題SP!（朝日放送テレビ）
- 1月5日 - 新日本プロレス1.4東京ドーム ワールドプロレスリングSP（4日深夜、テレビ朝日）[481]
- 1月8日[678]、2月12日、3月5日、4月9日、23日[817]、5月21日、6月4日、7月9日、30日(2H) / 6月25日(3H)[818] - くりぃむクイズ ミラクル9SP（テレビ朝日）
- 1月8日 - くりぃむナンタラ 新年1時間SP（テレビ朝日）[819]
- 1月9日[820]、2月13日[821]、4月24日、5月15日[822]、29日[823]、8月7日[824]、14日[825](2H) / 1月11日[826]、3月15日、7月12日[827](1.5H) / 3月30日、8月10日[828](特別編) / 4月3日[829](3H) - 楽しく学ぶ!世界動画ニュースSP（テレビ朝日）
- 1月10日[830](3H) / 2月7日[831]、3月14日[832]、4月4日、5月9日、7月4日[833]、8月1日[834](2H) - マツコ&有吉 かりそめ天国SP（テレビ朝日）
- 1月14日[835]、2月25日[836]、3月4日[837]、4月29日[838]、5月13日[839]、27日[840]、6月12日[841]、7月8日[842]、22日[843] - 家事ヤロウ!!! 2時間SP（テレビ朝日）
- 1月16日[844]、2月6日、20日[845]、5月8日、22日、6月5日、7月17日[846]、31日、8月21日（予定）(2H) / 2月8日(1.5H) / 3月13日、4月1日、7月3日(3H) - 林修の今、知りたいでしょ!SP（テレビ朝日）
- 1月19日[847]、3月23日[848]、7月6日 - 有働Times 90分SP（テレビ朝日）
- 1月20日、3月17日[849]、6月18日[850]、7月7日[851](3H) / 1月27日、2月10日、4月14日、28日、5月19日、6月9日[852]、8月4日(1.5H)[注 31] / 4月5日[314](2.5H) - 10万円でできるかなSP（テレビ朝日）
- 1月21日(2H)[853] / 6月28日(1H)[854] - 出川一茂ホラン☆フシギの会SP（テレビ朝日）
- 2月3日、3月3日[855]、31日、4月21日、6月2日、16日、7月14日[856]、8月18日(1.5H)[注 31] / 2月17日、5月12日[857]、6月30日、7月28日(3H) - Qさま!!SP（テレビ朝日）
- 2月11日[858]、3月11日[859]、6月22日[860]、8月2日[861][862] - THE 世代感 ゴールデンSP（テレビ朝日）
- 3月9日 - ひっかかりニーチェSP（テレビ朝日）[863]
- 3月15日、5月10日[864]、6月21日、7月26日(2H) / 3月27日[865]、8月16日(3H) / 5月24日、7月5日(2.5H) - 池上彰のニュースそうだったのか!!SP（テレビ朝日）
- 3月19日 - EIGHT-JAMゴールデンSP プロ厳選“歌唱がスゴい”最強名曲BEST100（テレビ朝日）※3.5H[866]
- 3月23日 - 見取り図じゃん 1時間SP（テレビ朝日）
- 3月25日[867]、7月8日[868] - ロンドンハーツ 仕掛け人がツライよドッキリ60分拡大SP（テレビ朝日）
- 3月30日[869](3H) / 7月13日(2H) - ポツンと一軒家SP（朝日放送テレビ）
- 4月6日（初回）[870]、7月27日[871] - 華丸丼と大吉麺 1時間SP（朝日放送テレビ）
- 4月15日（初回）[325][872]、7月1日(3H) / 5月6日、20日、6月24日、7月29日[873]、8月19日[874](2H) - プラチナファミリー 華麗なる一家をのぞき見SP（テレビ朝日）
- 4月16日 - やすとものいたって真剣です ゴールデン1時間スペシャル（朝日放送テレビ）[875]
- 6月14日 - 1泊家族 90分SP（テレビ朝日）[876]
- 6月15日 - かまいガチ 1時間SP（テレビ朝日）[877]
- 6月17日 - 激レアさんを連れてきた。 2時間SP（テレビ朝日）[878][879]
- 6月28日 - あざとくて何が悪いの? 特別編（テレビ朝日）
- 7月10日 - アメトーーク! 3時間SP（テレビ朝日）[880][881]
- 8月16日 - アサデス。KBC 終戦80年特別番組「そのとき戦争が生活の中にあった」（九州朝日放送）[882]
- 8月24日（予定） - 新婚さんいらっしゃい! 1時間スペシャル（朝日放送テレビ）

### TBS・JNN系列
- 1月1日 - Nスタスペシャル〜能登地震1年 能登に生きる、未来へつなぐ〜（TBS・JNN）[188]
- 1月2日 - ラヴィット!特別企画 KISUKE2025 新春最強運芸能人決定戦（1日深夜、TBS）[914][915]
- 1月3日
  - あけましてゴゴスマ! 〜全員集合!大開運SP2025〜（CBCテレビ）[210]
  - マツコの知らない世界 新春SP マツコ×Ado名曲カバー語る&織田裕二がキター!!（TBS）[210][916]
  - かまいたちの知らんけどSP（毎日放送）
- 1月4日 - 住人十色新春SP（毎日放送）
- 1月5日 - サンデーモーニング 新春SP（TBS）※2.5H
- 1月8日、3月26日、4月16日、23日、5月21日、6月4日、25日、7月2日、23日(2H) / 8月13日(3H) - 太田×石井のデララバSP（CBCテレビ）
- 1月10日[744][917]、3月14日[918]、28日[919]、5月23日[920]、6月6日[921]、20日、8月1日[922]、15日[923](2H) / 2月14日[924]、5月9日[925]、7月4日[926]、11日[927](2.5H) / 4月4日[928]、18日[929](3H) - それSnow Manにやらせて下さいSP（TBS）
- 1月11日、25日[243]、2月22日、4月19日[325]、5月17日、6月14日、8月2日、16日 - 熱狂マニアさん! 2時間SP（TBS）
- 1月12日[930]、26日[243]、2月9日、23日、3月9日、23日、4月20日[325]、5月18日、6月1日、15日、29日、8月3日[931]、17日 - 坂上&指原のつぶれない店 2時間SP（TBS）
- 1月13日(1.5H) / 1月20日、3月17日、8月4日[932](2H) / 2月3日、3月10日(1H15M) - クレイジージャーニーSP（TBS）
- 1月16日[933]、8月14日[934](3H) / 3月13日[935]、4月3日[936]、5月29日[937]、6月26日[938](2H) - プレバト!!SP（毎日放送）
- 1月17日、2月7日、21日、3月7日、4月11日[939]、7月25日、8月8日 - オオカミ少年・ハマダ歌謡祭 2時間SP（TBS）
- 1月23日[940]、5月22日[941][942]（いずれも2H） - 週刊さんまとマツコ 特大号（TBS）
- 1月27日、2月17日、5月26日[943]、6月2日[944](3H) / 2月10日、6月30日、7月7日[945](2.5H) / 4月7日[946]、8月18日[947](4H) / 5月5日(3.5H) - CDTVライブ!ライブ!SP（TBS）
- 1月28日、2月18日、4月8日、29日[948]、5月27日[949]、6月24日、7月22日[950]、8月26日（予定）[951](2H) / 2月11日、7月8日(1.5H) - THE神業チャレンジSP（TBS）
- 2月12日[952]、4月2日、16日[325]、5月21日、31日、6月18日、30日、7月30日[953]、8月13日(2H) / 4月30日(1H8M)[954] / 7月9日(1.5H) - それって実際どうなの会SP（TBS）
- 3月5日 - 水曜日のダウンタウン 90分SP（TBS）
- 3月11日 - ステップスペシャル 2025現在地〜残された課題 地域の未来〜（テレビユー福島）
- 3月26日 - 絶好調W 2時間スペシャル（北陸放送）
- 3月29日 - 王様のブランチ 30年目突入!8時間ぶち抜き生放送SP（TBS）[955][956][957]
- 4月2日 - 週刊山崎くん 春のおでかけ&パン祭り生放送だよ2時間スペシャル（熊本放送）
- 4月5日[958]、6月28日[959](3H) / 7月12日(1.5H) - 世の中なんでもHOWマッチ いくらかわかる金?SP（TBS）
- 4月16日 - Goldenわっち!! 感謝の10周年生放送（青森テレビ）
- 4月28日[960]、7月28日 - タミ様のお告げ 2時間SP（TBS）
- 5月3日 - ハカタの王様 どんたくSP（RKB毎日放送）
- 6月5日、8月21日（予定）(80M) / 6月26日[961](2H) / 7月10日[962]、24日[963](70M) - 櫻井・有吉 THE夜会SP（TBS）
- 6月7日 - あぐり王国北海道NEXTスペシャル あさひかわ菓子博2025から生放送!（北海道放送）※1H[964]
- 6月25日 - 水野真紀の魔法のレストラン 2時間SP（毎日放送）
- 8月9日 - 情報7daysニュースキャスター 2時間SP（TBS）[965]
- 8月13日 - ふくしまSHOW 2時間SP（テレビユー福島）
- 8月14日 - なぜ君は戦争に?綾瀬はるか×news23（TBS）[966]

### テレビ東京・TXN系列
- 1月1日
  - あちこちオードリー 新春SP（2024年12月31日深夜、テレビ東京）[187][977]
  - ゴッドタン 第22回芸人マジ歌選手権（テレビ東京）[978]
- 1月2日 - 大正製薬Presents プレミアMelodiX!年始SP（テレビ東京）[979]
- 1月4日 - おとな旅あるき旅〜京都から北陸新幹線で行く冬のご褒美たび〜（テレビ大阪）
- 1月5日（4日深夜） - FOOT×BRAINスペシャル 世界5カ国を渡り歩いた開拓者・吉田麻也（テレビ東京） ※1H[481]
- 1月12日 - 男子ごはん 冬キャンプSP（テレビ東京）
- 2月15日 - サタデーナイトJ 祝Jリーグ開幕!推し選手を見つけようSP（テレビ東京） ※1H
- 3月3日(2.5H) / 8月11日(1.5H) - YOUは何しに日本へ?SP（テレビ東京）
- 3月21日(2.5H) / 4月4日、7月25日(1H) - デカ盛りハンターSP（テレビ東京）
- 3月22日 - 出没!アド街ック天国 祝!放送1500回☆アド街の30年BEST30!!（テレビ東京）※3.5H[980][981]
- 3月24日（23日深夜） - 田村淳のTaMaRiBa〜江津市1時間SP!（テレビ東京）
- 3月30日（29日深夜） - 二軒目どうする?〜ツマミのハナシ〜SP（テレビ東京）[982]
- 4月1日 - 開運!なんでも鑑定団 春の超ド級お宝3時間半スペシャル（テレビ東京）[983]
- 4月7日、7月28日(2H) / 8月11日(1.5H) - 世界!ニッポン行きたい人応援団SP（テレビ東京）
- 5月5日 - 未来の主役 地球の子どもたち 2025スペシャル〜つながる〜（TVQ九州放送）
- 5月10日、31日 - ねじの世界 緊急会議30分SP（テレビ大阪）
- 5月10日 - 大阪おっさんぽ 2時間SP（テレビ大阪）[984]
- 6月28日
  - ヨルぷしゅ（27日深夜、テレビ東京）[985]
  - ちょっと九州行ってきました!（TVQ九州放送）[986]

### フジテレビ・FNN・FNS系列
- 1月1日
  - ネタパレ 元日SP（2024年12月31日深夜、フジテレビ）[1]
  - ゴリパラ見聞録 2025 Happy New Year 生放送SP（2024年12月31日深夜、テレビ西日本）
  - おぎやはぎテラス正月SP 伊勢志摩ゲン担ぎツアー（東海テレビ）
- 1月2日
  - 皇室ご一家 新春スペシャル2025（フジテレビ）[1]
  - 有吉くんの正直さんぽ新春SP in福井（フジテレビ）[1]
  - 笑いの総合格闘技!千原ジュニアの座王 新春SP（関西テレビ）[1][1046]
- 1月3日
  - 土曜はナニする!?presents 土曜はカニする!?北海道で大激突SP（関西テレビ）[1]
  - 新春くさデカ特番!!清水エスパルス祝J2優勝 選手自慢の店大公開SP（テレビ静岡）
- 1月5日 - ちびまる子ちゃん ありがとう!アニメ化35周年 新春1時間スペシャル（フジテレビ）[1]
- 1月9日[1047]、2月13日、27日[1048]、3月13日[1049]、4月24日[1050]、7月10日[1051]、8月14日[1052](3H) / 4月10日(4H)[1053] / 5月15日[1054]、7月31日[1055][1056](2H) / 6月5日[1057]、12日(1.5H) - ミュージックジェネレーションSP（フジテレビ）
- 1月10日[744]、4月11日、5月2日(3H) / 1月24日[243]、2月14日、28日、3月21日、5月16日、6月6日、20日、7月18日、8月15日(2H) - ウワサのお客さまSP（フジテレビ）
- 1月15日、29日、2月12日、26日、3月12日、26日、4月9日、23日、5月7日、21日、6月4日、18日、7月30日、8月13日(2H) / 7月9日(3H) - 世界の何だコレ!?ミステリーSP（フジテレビ）
- 1月17日、31日[1058]、2月21日、3月7日[1059]、28日[1060]、5月9日[1061]、23日、6月13日、27日、7月11日、8月1日[1062][1063]、22日（予定）(2H) / 4月18日(3H)[325] - ザ・共通テン!SP（フジテレビ）
- 1月20日、2月10日[1064]、3月3日、10日、4月21日[1065]、5月12日[1066]、6月2日[1067]、16日、7月14日[1068]、28日[1069]、8月18日 - 呼び出し先生タナカ 2時間SP（フジテレビ）
- 1月30日、2月20日[1070]、3月27日、4月17日[325]、5月8日、6月19日、7月24日、8月7日、21日（予定）(2H) / 5月29日、6月5日(1.5H) - 街グルメをマジ探索!かまいまちSP（フジテレビ）
- 2月1日、7月5日 - タカトシ温水の路線バスで! 2時間半SP（フジテレビ）
- 2月7日 - ひろしま満点Perfume（テレビ新広島）[1071]
- 2月9日、3月16日 - Mr.サンデーSP（フジテレビ・関西テレビ）
- 2月18日 - スイッチ!放送3000回記念 ナゴヤ愛でズバリ当てまSHOW（東海テレビ）[1072]
- 3月11日 - 仙台放送 Live News イット! 特別版「あの日をつなぐ」（仙台放送）
- 3月29日 - ワンピースバラエティ 海賊王におれはなるTV（フジテレビ）[1073]
- 4月4日[1074]、25日(3H) / 5月30日、7月25日(2H) - 坂上どうぶつ王国SP（フジテレビ）
- 4月6日（5日深夜） - うまんちゅ ドバイワールドカップSP（関西テレビ）
- 4月11日 - ドっとコネクトゴールデン!（関西テレビ）
- 4月13日 - 生中継! とれたてっ!万博開幕SP（関西テレビ）
- 4月17日(2H)[1075] / 5月29日[1076]、6月12日[1077](1.5H) - この世界は1ダフルSP（フジテレビ）
- 4月20日 - イット!特別編 しらべてみたらSP（フジテレビ）
- 6月1日 - 全力おたすけバラエティ かのおが便利軒（仙台放送）※全国ネット版第2弾[1078][1079][1080]
- 6月7日 - 50年目突入!プロ野球ニュースSP ヤクルトvsソフトバンク（フジテレビ）
- 6月27日 - 全力!脱力タイムズ 60分拡大SP（フジテレビ）[1081]
- 7月1日[1082](2H) / 7月8日[1083](1.5H) - 火曜は全力!華大さんと千鳥くんSP（関西テレビ）
- 7月2日 - 週刊ナイナイミュージック 40分SP（フジテレビ）
- 7月13日
  - newsランナー 参院選「投票前に」大激論SP（関西テレビ）[1084]
  - 発見!タカトシランドSP 明石家さんまとデビュー30周年だから北海道で夢かなえて旅（北海道文化放送）[1085][1086]
- 7月18日 - 酒のツマミになる話 夏の2時間SP（フジテレビ）[1087][1088]

### クロスネット局・トリプルクロスネット局・独立局・BS・CS
- 1月1日〜3日 - 人生、歌がある 5夜連続5時間特番（BS朝日・BS朝日 4K）[1097]
- 1月1日
  - 吉田類の酒場放浪記 元日2時間スペシャル（BS-TBS・BS-TBS 4K）[1098]
  - ゴルフONE 2025新春大吉ペア決定戦〜豪華メンバー賞金総取りバトル〜（BS-TBS・BS-TBS 4K）
  - 初春お茶の間寄席（千葉テレビ）[1099]
  - LOVEかわさき 新春特番（テレビ神奈川）
- 1月2日
  - 町中華で飲ろうぜ新年SP（BS-TBS・BS-TBS 4K）
  - クイズ!脳ベルSHOW特別編 年始め!疲れた脳と体をリフレッシュSP（BSフジ・BSフジ 4K）
- 1月5日
  - ラーメンを食べる。新春SP（BS-TBS・BS-TBS 4K）[1100]
  - まいど!ジャーニィ〜新春拡大SP（BSフジ・BSフジ 4K）
  - ゴルフ トリプルマッチ〜総勢24名!トッププロの“超絶技&ゴルフ脳”徹底解剖SP〜（BSフジ・BSフジ 4K）
  - 飯島直子の今夜一杯いっちゃう?韓国スぺシャル（BSフジ・BSフジ 4K）
- 1月17日、3月21日、4月11日、5月9日、6月20日、7月11日、8月8日 - 徳光和夫の名曲にっぽん 2時間スペシャル（BSテレ東・BSテレ東 4K）
- 1月29日、3月26日、4月23日、6月25日 - 歌謡プレミアム 特別版（BS日テレ・BS日テレ 4K）
- 3月22日 - 市町村てくてく散歩・春スペシャル 新京成線SP（千葉テレビ）
- 3月30日
  - サバンナ高橋の、サウナの神さま特別編〜サウナ伝来の地・根室で“ととのう”SP〜（TOKYO MX1）[1094]
  - サンド伊達のコロッケあがってます 祝!1周年 今年も富澤さん来ちゃったよSP（BS-TBS・BS-TBS 4K）
- 4月7日・14日 - 女子ゴルフペアマッチ選手権 トッププロ対決SP（BS朝日・BS朝日 4K）※2H
- 4月8日 - BS朝日開局25周年記念 ウチ、“断捨離”しました!台湾2時間SP（BS朝日・BS朝日 4K）
- 6月14日（13日深夜） - ゲームセンターCX放送400回記念 400分生放送（フジテレビONE スポーツ・バラエティ）[1101]
- 6月21日、28日（最終回） - ゴルフシンデレラ 特別編（BS松竹東急）[1102]
- 7月31日 - あなたの知らない京都旅〜1200年の物語〜 2時間SP（BS朝日・BS朝日 4K）
- 8月3日 - ネコいぬワイドショー 2時間SP（BS朝日・BS朝日 4K）
- 8月9日〜10日 - 芸能界麻雀最強位決定戦 THEわれめDEポン 24時間生スペシャル2025〜牌は地球を救う〜（フジテレビONE スポーツ・バラエティ）[1103]

## 2025年東京都議会議員選挙
※放送日は選挙執行日の6月22日を基準とする。
NHK総合
- 東京都議会議員選挙 開票速報[1104]
  - 19:59 - 20:50、22:30 - 翌 0:00ほか

TOKYO MX
- 都議選開票特番 選挙Junction[1105]
  - 19:57 - 22:00（第1部）、22時 - 23日 0:00（第2部）、23日 0:00 - 1:00（第3部）[注 37]
  - 出演：堀潤、田中陽南、八代英輝、金子恵美、青山佾ほか

## 第27回参議院議員通常選挙
※放送日は選挙執行日の7月20日を基準とする。
NHK総合
- 参院選開票速報 2025（19:55 - 翌 5:00）[注 38]

日本テレビ系
- zero選挙 2025（第1部・19:58 - 23:55、第2部・翌 0:15 - 2:00）[1106]
  - 出演：藤井貴彦、櫻井翔（嵐）、小栗泉、滝菜月、佐藤梨那、山﨑誠、後呂有紗、伊藤遼、福田麻貴（3時のヒロイン）（小栗は日本テレビ解説委員長、滝、佐藤、山﨑、後呂、伊藤はいずれも日本テレビアナウンサー）

テレビ朝日系
- 選挙ステーション2025&有働Times（19:54 - 翌 0:00）[1107]
  - 出演：大越健介、大下容子、小木逸平、安藤萌々（大下、小木、安藤はいずれもテレビ朝日アナウンサー） / 有働由美子、片岡信和、紀真耶、武隈光希、草薙和輝（紀、武隈、草薙はいずれもテレビ朝日アナウンサー）

TBS系
- 選挙の日2025（20:51（バレーボールネーションズリーグ男子『日本対アメリカ』戦[1108]中継終了後より開始） - 翌 0:00、19:57 - 20:30は『TBS NEWS DIG』公式YouTubeチャンネルにて配信）[1109][1110][1111]
  - 出演：井上貴博、出水麻衣、太田光（爆笑問題）、石井亮次、星浩（TBSスペシャルコメンテーター）、藤森祥平、赤荻歩、山本恵里伽、篠原梨菜（井上、出水、藤森、赤荻、山本、篠原はいずれもTBSテレビアナウンサー）

テレビ東京系
- 選挙サテライト2025（第1部・19:55 - 20:15、第2部・22:00 - 23:00）[1112]
  - 出演：豊島晋作、田中瞳、竹﨑由佳、伊沢拓司（豊島はテレビ東京キャスター、田中、竹﨑はいずれもテレビ東京アナウンサー）

フジテレビ系
- Live選挙サンデー 超速報（19:58 - 翌 1:10）[1113][1114]
  - 出演：宮根誠司、宮司愛海、青井実、藤本万梨乃、橋下徹、金子恵美、梅津弥英子、安宅晃樹、宮本真綾（宮司、藤本、梅津、安宅、宮本はいずれもフジテレビアナウンサー）

その他
- 東京メトロポリタンテレビジョン（TOKYO MX）
  - 堀潤 選挙 Junction（19:55 - 21:00）[1115]

## FIBAアジアカップ2025
出演者など
- 日本テレビ系
  - スペシャルキャスター：菊池風磨（timelesz）[注 39][1116]
  - 解説：田臥勇太（宇都宮ブレックス）
  - 番組テーマ曲：timelesz「Steal The Show」[1117]
- テレビ朝日系
  - スペシャルブースター：広瀬すず（女優）[1118]
  - ゲスト：澤部佑（ハライチ、『バスケ☆FIVE 日本バスケ応援宣言』MC）
  - ゲスト解説：渡邊雄太（千葉ジェッツ）、比江島慎（宇都宮ブレックス）、髙田真希（デンソーアイリス）
  - 解説：五十嵐圭（新潟アルビレックスBB）
  - 番組テーマ曲：藤井風「Workin' Hard」[注 40]